# Drets del col·lectiu LGBT al Sàhara Occidental

Aquest és un article sobre els drets LGBT al Sàhara Occidental. Les persones lesbianes, gais, bisexuals i transsexuals al Sàhara Occidental han d'afrontar reptes legals que no experimenten els residents no LGBT. Actualment el Sàhara Occidental és un territori disputat, una bona part (aproximadament el 80%) sota ocupació del Marroc i una part en mans de l'autoproclamada República Àrab Sahrauí Democràtica (RASD).

## Llei relacionada amb les relacions homosexuals

### Província d'ultramar del Sàhara espanyol
El 1822 es va adoptar el primer codi penal del Regne d'Espanya i es va legalitzar la relació sexual entre persones del mateix sexe. El 1928, sota la dictadura de Miguel Primo de Rivera, es va recriminalitzar el delicte d'"actes homosexuals habituals" a Espanya. El 1932 les relacions sexuals entre persones del mateix sexe es van tornar a legalitzar amb la Segona República Espanyola.
Durant la Guerra Civil Espanyola el poeta Federico García Lorca va ser executat pel bàndol nacional, presumptament per ser gai entre altres coses, però això no es pot confirmar. Les reformes legals de 1944 i 1963 castigaven les relacions homosexuals com a "comportament públic escandalós". El 1954 la Ley de vagos y maleantes de 1933 va ser modificada per declarar que els homosexuals eren "un perill", equiparant-los amb el proxenetisme. El text de la llei declara que les mesures que inclou "no són càstigs pròpiament dits, sinó meres mesures de seguretat, establertes amb finalitat doblement preventiva, amb la finalitat de garantia col·lectiva i l'aspiració de corregir aquells assumptes que caiguin en els nivells més baixos de moralitat. Aquesta llei no pretén castigar, sinó corregir i reformar". No obstant això, la forma en què es va aplicar la llei era clarament punitiva i arbitrària: la policia sovint usava la ley de vagos contra sospitosos dissidents polítics, usant la seva homosexualitat com a forma de violar les garanties judicials.
Tanmateix, en altres casos l'assetjament dels gais, lesbianes i transsexuals es va dirigir clarament als seus costums sexuals, i els homosexuals (en general, els homes) van ser enviats a presons especials anomenades "galeries d'invertits". Milers d'homosexuals van ser empresonats, internats en camps o tancats en institucions mentals del règim de Franco, que va durar 40 anys fins a la seva mort el 1975. Aquell any, l'Estat franquista va donar pas a l'actual democràcia constitucional, però a principis dels anys 70, els presos gais eren ultrapassat en l'activisme polític a favor d'una major dissidència política "tradicional". Alguns activistes gais deploren el fet que les reparacions no es van fer fins al 2008.
No obstant això, a la dècada de 1960, les escenes gais clandestines van començar a sorgir a Barcelona, una ciutat especialment tolerant sota l'Estat franquista, i als centres contraculturals d'Eivissa i Sitges. A la fi de la dècada dels seixanta i la dècada dels setanta, va sorgir un cos de literatura gai en català. Les actituds a la resta d'Espanya van començar a canviar amb el retorn a la democràcia després de la mort de Franco a través d'un moviment cultural conegut com La movida. Aquest moviment, juntament amb el creixement del moviment dels drets homosexuals a la resta d'Europa i el món occidental, va ser un factor important per convertir Espanya en un dels llocs més tolerants a Europa. El 1970 la Llei sobre perillositat i rehabilitació social preveia una condemna de tres anys de presó per als acusats de relacions sexuals amb persones del mateix sexe.